# Тодоровський Петро Юхимович
Петро́ Юхи́мович Тодоро́вський (*26 серпня 1925, Бобринець, Зинов'євська округа, УРСР, СРСР — 24 травня 2013, Москва, Росія) — радянський український і російський кінооператор, кінорежисер, сценарист, композитор, актор. Заслужений діяч мистецтв УРСР (1967). Народний артист РРФСР (1985). Лауреат Державної премії Росії (1995). Лауреат кінопремії «Ніка» в номінації «Честь і гідність» (2003). Номінант на премію Оскар за фільм «Військово-польовий роман» в категорії «Накращий іноземний фільм». Учасник німецько-радянської війни. Батько Валерія Тодоровського.

## Біографічні відомості
Народився 26 серпня 1925 в місті Бобринець Кіровоградської області в єврейські родині. Батько — Юхим Гілєвич Тодоровський та мати — Розалія Цалівна Островська. Закінчив 9 класів середньої школи.
Після початку наступу німців на СРСР разом з батьками переїхав до Сталінграду. В листопаді 1941 родині Петра Тодоровського знову повелось тікати. Навчався в Саратовському військово-піхотному училищі, учасник Німецько-радянської війни, був командиром мінометного загону в 2-го стрілецькому батальйоні 93-го стрілецького полку в складі Першого Білоруського фронту. Брав участь в Битві за Берліна, в березні 1945 був поранений, відзначився в боях. Нагороджений орденами Вітчизняної війни І та ІІ ступеня, медалями.
У 1954 р. закінчив операторський факультет ВДІКу (майстерня Б. І. Волчека).
1955–1972 рр. працює на Одеській кіностудії (оператор, а з 1962 р. — кінорежисер).
За операторську роботу над картиною «Спрага» удостоєний Другої премії на Всесоюзному кінофестивалі у 1960 р.
У 1970 р. дебютував як актор у ролі старшого лейтенанта Володимира Яковенка в телефільмі «Був місяць травень» (реж. М. Хуциєв, сценарій Г. Бакланова). Пізніше зіграв кілька епізодичних ролей.
Грав на семиструнної гітарі, імпровізував. З 60-х також виступав як самобутній композитор — автор музики і пісень до фільмів (зокрема, до українських — «Сильніший за ураган» (1960) та «Над нами Південний Хрест» на вірші поета Г. Поженяна).
З 1975 р. — кінорежисер на «Мосфільмі».
У 1984 році картина режисера «Військово-польовий роман» (1983) була висунута на премію «Оскар» в номінації «Найкращий фільм іноземною мовою».
Велику популярність здобув фільм «Інтердівчинка» (1989).
У 1998-му поставив мелодраму «Ретро втрьох» — римейк картини А. Роома «Третя Міщанська».
Сценарні та режисерські роботи П. Тодоровського удостоєні безлічі різноманітних призів і премій на міжнародних та вітчизняних кінофестивалях (КФ «Вікно в Європу» у Виборзі, МФ фільмів про права людини «Сталкер» в Москві, КФ російських фільмів у Онфлері, ОРКФ «Кінотавр» в Сочі, МКФ в Женеві, ОКФ «Кіношок» в Анапі, Премія «Золотий Овен», МКФ авторського фільму в Сан-Ремо, КФ «Сузір'я», Міжнародний кінофестиваль у Токіо, Премія «Ніка», МКФ в Анкарі, МКФ у Празі, Всесоюзний кінофестиваль, МКФ у Вальядоліді, МКФ у Венеції тощо).
Нагороджений орденами і медалями.
Пішов з життя 24 травня 2013. Похований на Новодівичому кладовищі в Москві.
Сім'я:
- Батько — Юхим Гілєвич Тодоровський
- Мати — Розалія Цалівна Островська
- Старший брат — Ілля Тодоровський (1924—1942), учасник німецько-радянської війни, загинув під Ленінградом.
- Перша дружина: актриса Надія Іларіонівна Чередніченко, в шлюбі народилася дочка.
- Друга дружина (з 1962): Міра Григорівна Тодоровська (дівоче прізвище Герман, нар. 30 липня 1933) — кінопродюсер.
  - Син: Валерій Тодоровський (нар. 8 травня 1962 р.) — російський сценарист, кінорежисер, продюсер, актор.
  - Внук: Петро Тодоровський (народ. 1986) — сценарист, кінорежисер, продюсер.

## Фільмографія
Кінооператор:

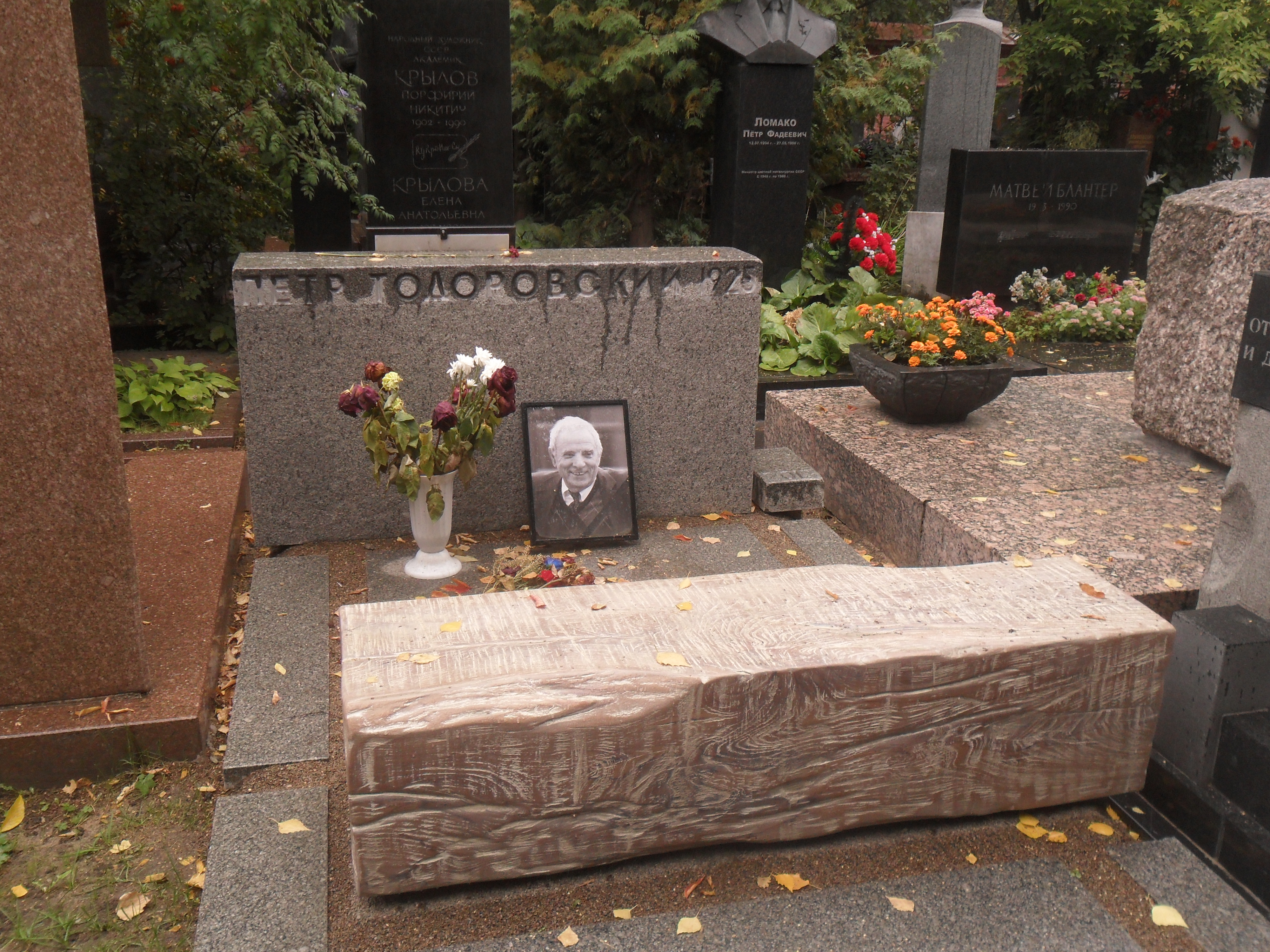
Могила режисера Петра Тодоровського на Новодівичому кладовищі Москви

- «Весна на Зарічній вулиці» (1956, у співавт.)
- «Моя дочка» (1956)
- «Два Федори» (1958)
- «Спрага» (1959)
- «Ніколи» (1962) та ін.

Кінорежисер:
- «Ніколи» (1962, у співавт.)
- «Вірність» (1965, також співавт. сценарію)
- «Фокусник» (1967)
- «Міський романс» (1970, також співавт. сценарію)
- «Своя земля» (1973)
- «Остання жертва» (1975, також співавт. сценарію)
- «У день свята» (1978, також співавт. сценарію)
- «Кохана жінка механіка Гаврилова» (1981)
- «Військово-польовий роман» (1983, також автор сценарію)
- «По головній вулиці з оркестром» (1986, також співавт. сценарію)
- «Інтердівчинка» (1989, також співавт. сценарію)
- «Анкор, ще анкор!» (1992, також автор сценарію)
- «Яка чудова гра» (1995, також автор сценарію)
- «Ретро втрьох» (1998, також співавт. сценарію у співавт.)
- «Життя забавами повне» (2001, також автор сценарію)
- «У сузір'ї бика» (2003, також співавт. сценарію)
- «Ріоріта» (2008, також автор сценарію) та ін.